# Mas Camarena
Mas Camarena o el Mas de Camarena és una urbanització situada a Bétera (Camp de Túria, País Valencià). És la urbanització amb més població d’aquest municipi.

## Geografia

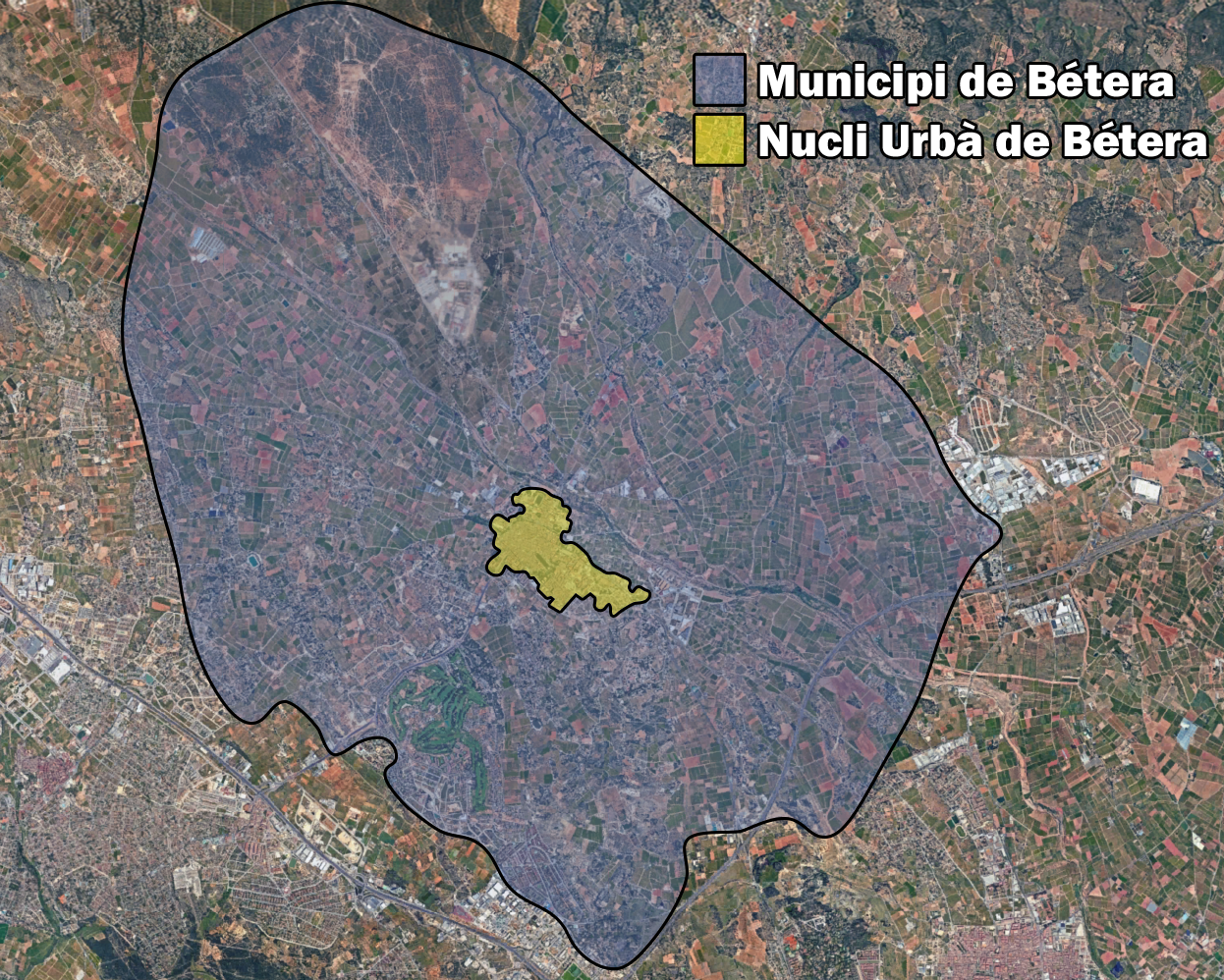
Mas Camarena es troba al sud del terme municipal de Bétera

Es troba a quatre quilòmetres al sud del nucli urbà de Bétera i a dotze quilòmetres al nord-est de la ciutat de València.
Ocupa una superfície d'uns 755.000 metres quadrats aproximadament, dels quals més de 67.000 metres quadrats són zones verdes, com parcs i jardins.
El Mas de Camarena fita amb el terme municipal de Paterna (Horta), concretament amb el Parc Tecnològic de València.
Té accessos des de les autovies A-7 a l'est i CV-35 al sud.

## Història
El nom de la urbanització ve de l'històric mas de Camarena.
Aquesta partida va ser propietat d'una persona amb el nom de Camarena. Durant la Guerra Civil espanyola les autoritats hi van fer construir una línia defensiva militar amb búnquers. Tot i això, aquestes línies defensives mai van ser ocupades per soldats. Actualment estan abandonades i en procés de destrucció per indicació de les autoritats. Molts historiadors asseguren que els habitatges del Mas de Camarena són edificats sobre aquestes construccions defensives de formigó i ferro.
Durant els anys seixanta es van començar a construir xalets d'esplai destinats principalment a persones de la ciutat de València, ja que la zona en aquell temps era rural, i atreia compradors que buscaven un ambient saludable i verd.
Al final de la dècada dels anys 80, es va iniciar un gran augment de construcció d'habitatges unifamiliars, duta a terme per l'empresa SOCA.SA (Soto de Camarena Societat Anònima), la qual va configurar la fesomia actual del Mas de Camarena, construint-hi carrers i barris sencers.
A l'inici dels anys noranta es va construir algunes instal·lacions i equipaments notables, com per exemple el Club Social, el centre comercial o el col·legi Mas Camarena, entre d'altres. Aquest augment d'habitatges va significar un fort impacte demogràfic i social per al poble de Bétera, que en les eleccions municipals de 1995 va augmentar el nombre de regidors a l'Ajuntament de Bétera per mor de l'increment de població.
Al principi de la dècada de 2010, l'Associació de Veïns i el Partit Mas Camarena van demanar a l'Ajuntament de Bétera la construcció d'un centre polivalent municipal amb biblioteca, escola o dispensari mèdic, entre d'altres. Tot i que en un primer moment l'Ajuntament va accedir (en certa manera perquè el partit Mas Camarena era soci de govern), no arribà a fruïció.
Avui dia, el Partit Mas Camarena demana la creació d'una entitat local menor abastant el Mas de Camarena i la urbanització contigua de la Torre en Conill amb la intenció de guanyar més autonomia respecte al nucli urbà de Bétera. Per la seua banda, l'Ajuntament de Bétera, emparat en les lleis i en diferents informes legals, manté que no és possible.

## Sectors

### Sector C

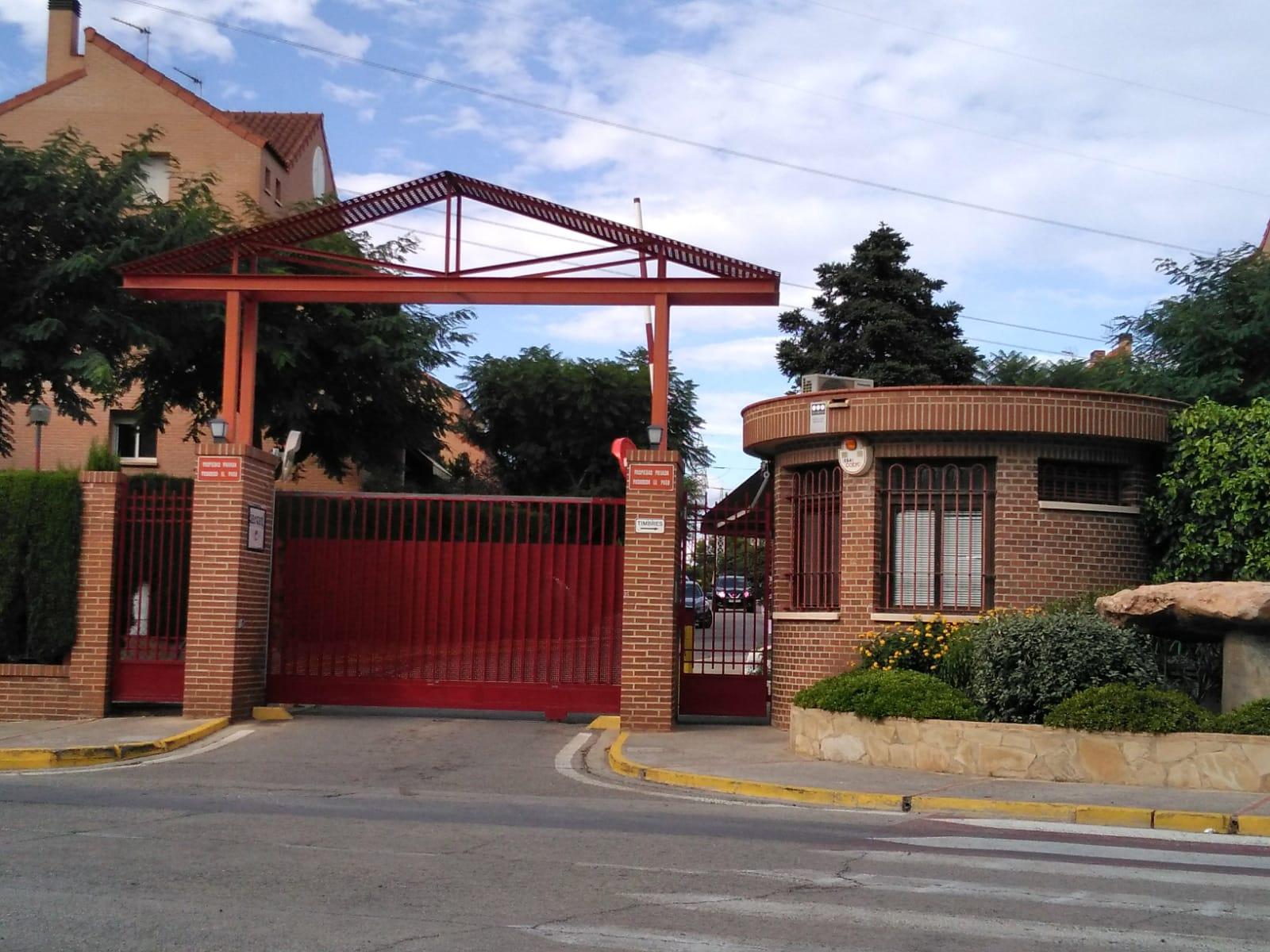
Portal d'entrada al Sector C

És el sector més poblat de la urbanització i també el que compta amb més habitatges. La construcció d'aquest sector va començar durant la primera fase de construcció de la urbanització el 1989 i va acabar el 1992.

## Serveis
- Centre comercial[8]
- Col·legi Mas Camarena[9]
- Club Social, amb piscina i camps d'esports[10]
- Edifici polivalent, on els diumenges se celebra missa[11]

## Festes
Una vegada a l'any, al setembre, se celebren les festes de la urbanització amb activitats al club social.